# Filmes de 1930 da RKO Pictures

## A RKO em 1930

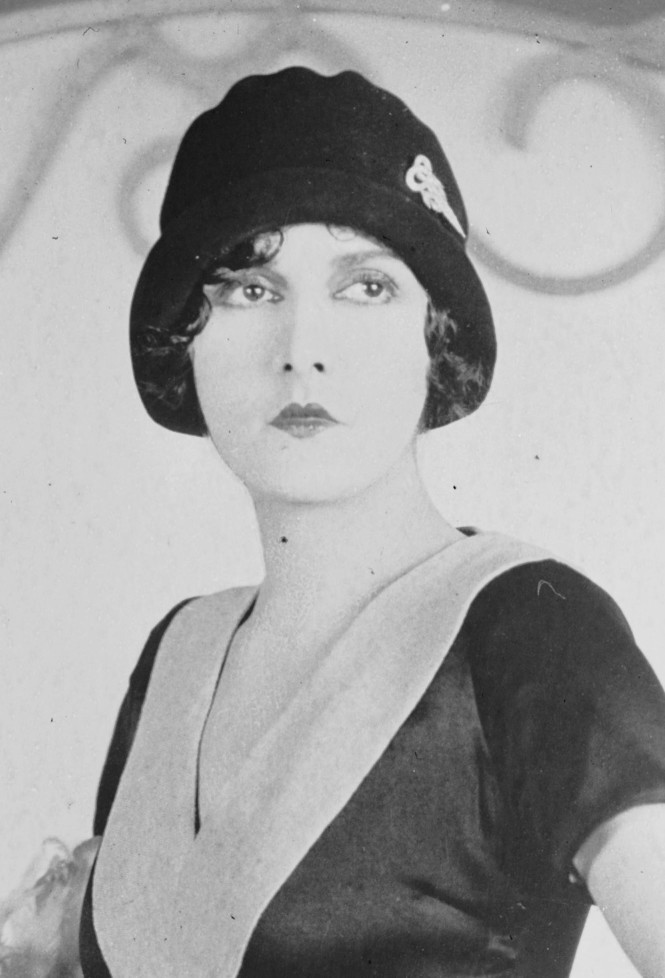
Evelyn Brent, uma das contratadas em 1930, fez poucos filmes no estúdio.

Em fevereiro, a RKO Pictures era considerada o melhor investimento da Wall Street.. Um corretor calculou que as salas exibidoras da empresa atrairiam 500 milhões de espectadores durante o ano e que, com isso, as ações possivelmente teriam ganhos de 10 dólares por cota. Ante notícias tão alvissareiras, a companhia adquiriu mais salas de cinema, tendo chegado a 175 até o final do ano.
O quadro de pessoal foi expandido com a contratação dos diretores Herbert Brenon e Lowell Sherman (este também atuava) e dos atores Joel McCrea, Irene Dunne, Mary Astor e Evelyn Brent. Também foram contratados os populares comediantes de rádio Freeman F. Gosden e Charles J. Correll, criadores da dupla Amos 'n' Andy (ambos pintavam os rostos de preto, manifestação artística conhecida nos Estados Unidos como blackface) e ainda a dupla Bert Wheeler e Robert Woolsey, responsável por 14 comédias malucas até 1937.
Todavia, pelo fim do ano, a RKO estava abalada por sucessivos golpes. Os filmes que produzia não mostravam nenhuma melhora palpável e o agravamento da Depressão transformou seus antes rentáveis cinemas em engolidores de dinheiro. A companhia parecia sustentar-se com os espetáculos de vaudeville, ainda predominantes na maioria das salas exibidores, o que era constrangedor. Preocupado, o presidente Joseph Schnitzer começou a mexer-se, passando a ler peças e roteiros e a participar ativamente das produções. Dizia-se que William LeBaron logo seria despedido do cargo de chefe de estúdio.
A RKO lançou 29 filmes em 1930. Nenhum deles fez grande sucesso, com exceção das comédias Check and Double Check e Hook, Line and Sinker. Por outro lado, o estúdio foi lembrado pela Academia de Artes e Ciências Cinematográficas pela primeira vez, ainda que em uma categoria secundária: o drama The Case of Sergeant Grischa recebeu uma indicação, para o Oscar de Mixagem de Som.
Apesar dos problemas, a empresa apresentou um lucro líquido no ano de $3.385.628.

## PrêmiosOscar
Terceira cerimônia, com os filmes exibidos entre 1 de agosto de 1929 e 31 de julho de 1930
| Filme                        | Indicações            | Premiações |
| ---------------------------- | --------------------- | ---------- |
| The Case of Sergeant Grischa | Melhor Mixagem de Som | ---        |

## Os filmes do ano
| Título original              | Título PT/BR            | Título PT/PT       | Astros                                | Diretor            |
| ---------------------------- | ----------------------- | ------------------ | ------------------------------------- | ------------------ |
| Alias French Gertie          |                         |                    | Bebe Daniels, Ben Lyon                | George Archainbaud |
| Beau Bandit                  |                         |                    | Rod La Rocque, Doris Kenyon           | Lambert Hillyer    |
| The Case of Sergeant Grischa |                         | O Sargento Grischa | Chester Morris, Betty Compson         | Herbert Brenon     |
| Check and Double Check       |                         |                    | Freeman F. Gosden, Charles J. Correll | Melville W. Brown  |
| Conspiracy                   |                         |                    | Bessie Love, Ned Sparks               | Christy Cabanne    |
| The Cuckoos                  |                         |                    | Bert Wheeler, Robert Woolsey          | Paul Sloane        |
| Danger Lights                |                         | Sinais de Alarme   | Louis Wolheim, Robert Armstrong       | George B. Seitz    |
| Dixiana                      |                         |                    | Bebe Daniels, Everett Marshall        | Luther Reed        |
| Escape                       |                         |                    | Gerald du Maurier, Edna Best          | Basil Dean         |
| The Fall Guy                 |                         |                    | Jack Mulhall, Mae Clarke              | Leslie Pierce      |
| Framed                       |                         |                    | Evelyn Brent, Regis Toomey            | George Archainbaud |
| Girl of the Port             |                         |                    | Sally O'Neill, Reginald Sharlan       | Bert Glennon       |
| Half Shot at Sunrise         |                         |                    | Bert Wheeler, Robert Woolsey          | Paul Sloane        |
| He Knew Women                |                         |                    | Lowell Sherman, Alice Joyce           | F. Hugh Herbert    |
| Hit the Deck                 |                         | Paraíso Flutuante  | Jack Oakie, Polly Walker              | Luther Reed        |
| Hook, Line and Sinker        | Anzol, Linha e Chumbada |                    | Bert Wheeler, Robert Woolsey          | Edward F. Cline    |
| Inside the Lines             |                         |                    | Betty Compson, Ralph Forbes           | Roy Pomeroy        |
| Lawful Larceny               |                         |                    | Bebe Daniels, Kenneth Tomson          | Lowell Sherman     |
| Leathernecking               |                         |                    | Irene Dunne, Ken Murray               | Edward F. Cline    |
| Love Comes Along             |                         |                    | Bebe Daniels, Lloyd Hughes            | Rupert Julian      |
| Lovin' the Ladies            |                         |                    | Richard Dix, Lois Wilson              | Melville W. Brown  |
| Midnight Mystery             |                         |                    | Betty Compson, Lowell Sherman         | George B. Seitz    |
| The Pay-Off                  |                         |                    | Lowell Sherman, Marian Nixon          | Lowell Sherman     |
| The Runaway Bride            |                         |                    | Mary Astor, Lloyd Hughes              | Donald Crisp       |
| Second Wife                  |                         |                    | Conrad Nagel, Lila Lee                | Russell Mack       |
| Seven Keys to Baldpate       |                         |                    | Richard Dix, Miriam Seegar            | Reginald Barker    |
| She's My Weakness            |                         |                    | Arthur Lake, Sue Carol                | Melville W. Brown  |
| Shooting Straight            |                         |                    | Richard Dix, Mary Lawlor              | George Archainbaud |
| The Silver Horde             | O Cardume de Prata      |                    | Evelyn Brent, Joel McCrea             | George Archainbaud |